# 中華老字号

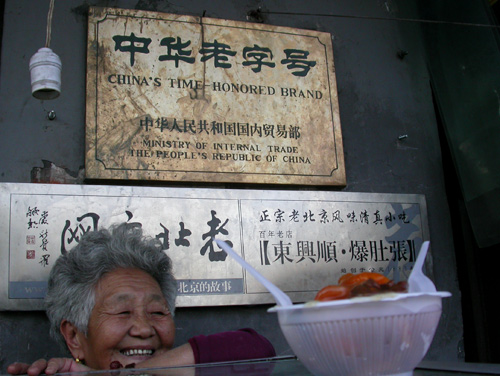
国内貿易部認定の中華老字号牌（旧）。北京の東興順爆肚張

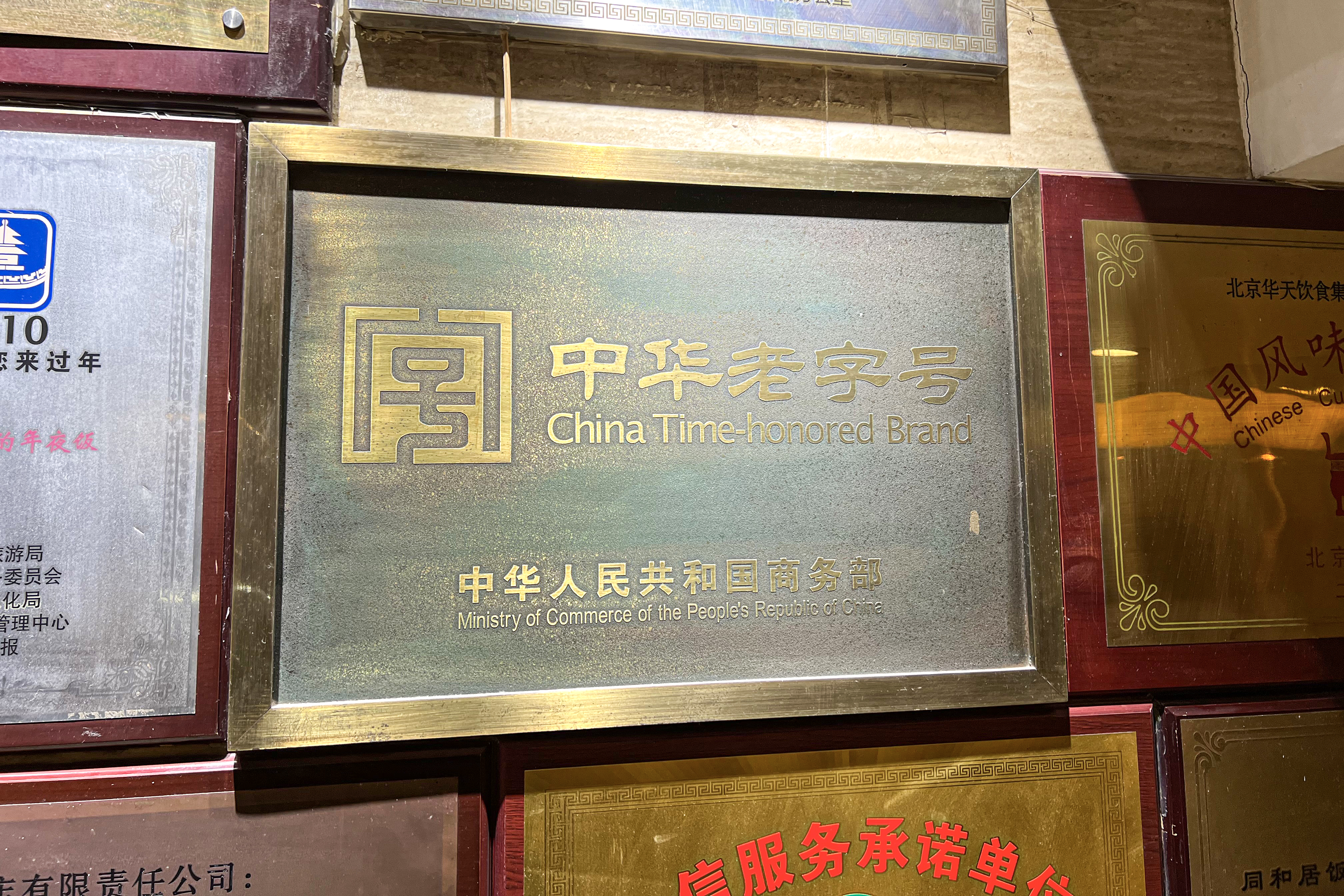
商務部認定の中華老字号牌

中華老字号は、中華人民共和国の政府機関（現在は商務部）が認定した、中国大陸の老舗企業の称号である。
1991年、当時の中華人民共和国国内貿易部が認定したのが最初で、この時には1600あまりの企業に認定され、牌（プレート）が授与された。
2005年、中国商業連合会が「中華老字号」の認定基準についての意見書を出し、称号認定が再開されることになった。2006年4月、国家商務部は「老字号振興プロジェクト」方案を出し、商務部から牌と証書を授けることを発表した。商務部として最初の「中華老字号」認定は2006年11月7日に行われた。